# مردم اورومو
مردم اورومو (اورومو: Oromoo) قوم و ملتی کوشی بومی اتیوپی هستند که به زبان اورومو سخن می‌گویند. آن‌ها بزرگ‌ترین گروه قومی کشور هستند و ۴۵٫۵٪ از جمعیت کشور را می‌سازند. بیشتر مردم اورومو در منطقه اورومیا ساکنند.